# 플랑드르의 사육제
《플랑드르의 사육제》(La Kermesse Heroique, Carnival in Flanders)는 독일에서 제작된 자크 페이더 감독의 1935년 코미디, 멜로/로맨스 영화이다. 프랑소와 로제이 등이 주연으로 출연하였다.
이 영화는 1953년 제작된 미국의 뮤지컬 Carnival in Flanders의 토대가 되었다.

## 출연

### 주연
- 프랑소와 로제이
- 앙드레 알레르메
- 루이 주베

### 조연
- 장 무랫
- 마거릿 듀코렛
- 피에르 라브리
- 알렉산더 달시
- 엔리코 글로리
- 로저 레그리스
- 맷 매톡스

## 기타
- 미술: 라자르 미어슨
- 세트: 알렉상드르 트로너
- 세트: 조르쥬 왁헤비치